# Gravure industrielle
Dans l'industrie, la gravure (parfois appelé mouture chimique) est un procédé utilisant des acides, des bases et d'autres chimiques afin de dissoudre des matériaux non voulus comme des métaux, des matériaux semi-conducteurs ou de la glace. Le procédé a des applications dans les industries de fabrication de circuit imprimé et de semi-conducteur.
Le procédé est connu pour avoir été utilisé par des artisans en Europe au Moyen Âge, il était utilisé pour la décoration des armures. Un de ces artisans, Daniel Hopfer (environ 1470-1536) d'Augsbourg en Allemagne est crédité pour avoir été la première personne à appliquer la méthode à la gravure.
Les matériaux à graver les plus communs pour le cuivre sont : le chlorure de fer (III), le persulfate d'ammonium et l'ammoniac.
L'acide fluorhydrique est un matériau à graver efficace pour la silice. Il est cependant très dangereux au contact de la peau.
La gravure est largement utilisée pour fabriquer des circuits intégrés et des MEMS. En plus du procédé standard, des techniques à base de liquide, l'industrie des semi-conducteurs utilise souvent la gravure par plasma.